# Metelitsa Dorsa
I Metelitsa Dorsa sono una struttura geologica della superficie di Venere.